# Aleksandr Lazin
Aleksander Joerijevitsj Lazin (Russisch: Александр Юриевич Лазин; Krasnojarsk, 27 oktober 1999), beter bekend als Sasja Lazin (Russisch: Саша Лазин), is een Russisch zanger.

## Biografie
Lazin vormde geruime tijd een zangduo met Liza Drozd. Samen namen zij al aan verschillende zangwedstrijden deel. In 2010 wonnen ze het festival Moskva - Kansk Tranzit in Kansk en Zolotoj Petoesjok in Nizjni Tagil met het nummer Boy and girl.
Met dit nummer mochten zij vervolgens ook deelnemen aan de Russische voorronde voor het Junior Eurovisiesongfestival 2010. Wederom met succes, want ze wonnen opnieuw en mochten daarom Rusland vertegenwoordigen op het Junior Eurovisiesongfestival 2010, in de Wit-Russische hoofdstad Minsk.
Lazin en Drozd kwamen in Minsk dicht bij de winst, ze stonden lange tijd bovenaan. Het laatste land dat stemde, Macedonië, gaf slechts één punt aan het nummer waardoor de nummer twee Armenië kon opstijgen naar de eerste Ze eindigden op de tweede plaats met slechts één punt achter winnaar Armenië.
Lazin speelt naast zijn zangcarrière ook geregeld theater, en had reeds rollen in De kleine prins, De Prins en de Bedelaar en Zojkina kvartira.
In 2014 nam Lazin deel aan het eerste seizoen van de Russische versie van the Voice Kids, maar wist geen stoelen om te draaien.
2005: Vlad Kroetskich · 
2006: The Tolmachevy Twins · 
2007: Aleksandra Golovtsjenko · 
2008: Michail Poentov · 
2009: Jekaterina Rjabova · 
2010: Sasja Lazin & Liza Drozd · 
2011: Jekaterina Rjabova · 
2012: Lerika · 
2013: Dajana Kirillova · 
2014: Alisa Kozjikina · 
2015: Michail Smirnov · 
2016: Water of Life Project · 
2017: Polina Bogoesevitsj · 
2018: Anna Filiptsjoek · 
2019: Tatiana & Denberel · 
2020: Sofia Feskova · 
2021: Tanja Mezjentseva